# Bellende Meute 83
Bellende Meute 83 war ein deutsches FTX-Feldmanöver auf Divisionsebene im Herbst 1983 in Niedersachsen.

## Truppengliederung
Die Übungstruppe BLAU setzte sich wie folgt zusammen:
- Panzerbrigade 2, Braunschweig
  - Panzerbataillon 21 (gekadert mit einer PzGrenKp)
  - Panzergrenadierbataillon 22
  - Panzerbataillon 23
  - Panzerbataillon 24

Die Kräfte ROT bestanden aus:
- Panzerbrigade 3, Langendamm/Nienburg
  - Panzerbataillon 33, Luttmersen
  - Panzerbataillon 34, Langendamm/Nienburg

Leitungs- und Schiedsrichterdienst stellte die Panzergrenadierbrigade 1, Hildesheim.

## Umfang
Bellende Meute 83 fand vom 3. bis 10. September 1983 unter der Übungsleitung der 1. Panzerdivision vom 3. bis 10. September 1983 im Raum Wolfsburg, Königslutter, Goslar, Osterode, Northeim, Beverungen, Blomberg, Rinteln, Pattensen, Lehrte und Gifhorn. Es waren 8.000 Soldaten, 1.900 Rad- und 620 Kettenfahrzeuge beteiligt.

## Ablauf
Die Übung begann in der Nacht zum Montag, den 3. September 1983, mit der Alarmierung der Einheiten. Ballungsraum für die Übung Bellende Meute 83 war das Gebiet um Northeim, Holzminden, Hameln, Ottensteiner Hochebene, Grohnde, Elze, Bodenwerder, Einbeck, Dassel und Coppenbrügge mit Manöverzentrale in der Yorck-Kaserne in Stadtoldendorf. Als Feindlage griff ROT um 04:00 Uhr aus Richtung Südosten an mehreren Stellen über die Weser an. Es wurden drei Brückenschläge bei Grave, Brevörde und Holzminden über die Weser unternommen, obwohl aufgrund niedriger Pegelstände die Weser stellenweise durchwatet werden konnte. Von der Luftunterstützung kam es täglich zu 30 Kampfflugzeug- und 30 Hubschraubereinsätzen.
Schwerpunkt der Übung bildeten das Einbecker Becken, der Weserabschnitt zwischen Bodenwerder und Hameln sowie die Otternsteiner Hochebene. Seitens der Übungsplanung war vorgesehen, dass ROT, dargestellt von der PzBrig 3, aus dem Harzvorland einen nordwestlichen Vorstoß mit Ziel, die Weser zu überschreiten, unternahm.
PzBrig 2 BLAU richtete im Einbecker Becken sowie am östlichen Sollingrand Verteidigungslinien, inklusive Minensperren ein. PzBtl 23 bezog in den Ortschaften beiderseits des Flusses Ilme Abwehrstellungen. Unterstützt wurden sie von Feldartillerie und Flugabwehr.
PzAufklBtl 1 führte am Sonntag die erste Gefechtsaufklärung durch Spähpanzer Luchs durch. ROT konnte die Leine bei Salzderhelden und Northeim ungehindert überschreiten, da sie in diesem Bereich nicht gesichert, bzw. überwacht wurde.
Erst die Minengürtel im Einbecker Becken stoppten den Vormarsch von ROT. Erste Feindberührung ereigneten sich in den Ortschaften Kohnsen, Holtensen und Dassensen. Teile der Panzeraufklärer umgingen die Minensperren und rückten durch ein Waldstück in Richtung Hoppensen vor. Die Brücke über die Dieße bei Wellersen war allerdings bereits gesprengt, so dass Biber Behelfsbrücken errichten mussten.
Parallel richtete sich das PzGrenBtl 22 auf der Höhe Markoldendorf und Amelsen zur Verteidigung ein. Dort erfolgte der gemeinsame Angriff von ROT durch PzGrenBtl 32 und PzBtl 33.

## Neuerungen
Bellende Meute 83 war die erste freilaufende Übung, bei der der neue Leopard 2A4 eingesetzt wurde.

## Medien
- Die großen Übungen der Bundeswehr 2. DVD. Breucom-Medien, 2011, ISBN 978-3-940433-33-6.